# Blotter (Drogenkonsum)

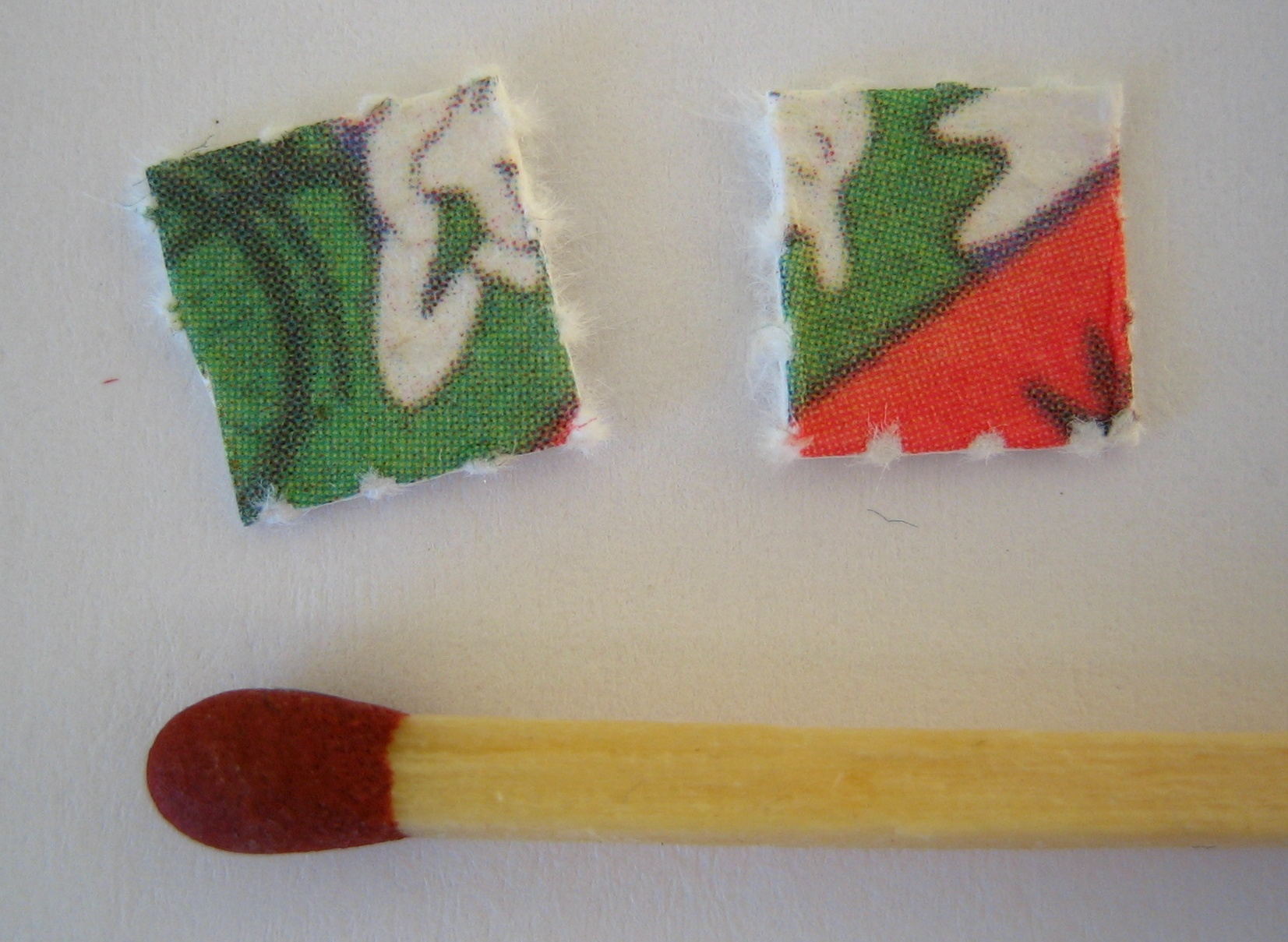
LSD-Blotter

Mit Blotter (englisch blotting paper ‚Löschpapier‘) bezeichnet man die meist aus dickerem saugfähigen Papier oder dünner saugfähiger Pappe hergestellten Träger für hochpotente Drogen wie LSD. Die gelöste Droge wird auf die oft bunt bedruckten Blotter aufgeträufelt. In dieser leichter zu handhabenden Form bringen Drogendealer die Substanz in Umlauf. Häufig verwendete Begriffe für die einzelnen, quadratischen Konsumeinheiten eines großen Blotter-Bogens sind Ticket, Pappe oder Trip.
Obwohl sie vor allem als traditionelle Darreichungsform von LSD und seinen Analoga bekannt sind, werden zunehmend auch andere Drogen auf diese Weise angeboten. In einer systematischen Auswertung toxikologischer Studien von 2019 wurde festgestellt, dass Phenylethylamine vom NBOMe-Typ am häufigsten als Blotter eingenommen wurden. Teilweise werden solche Substanzen wie das sehr viel toxischere 25I-NBOMe irreführend als „LSD-Blotter“ vermarktet.
Neben Tickets gibt es LSD auch in flüssiger Form, sogenanntem Liquid, sowie in Form von Pillen (sog. Mikros), Tabletten oder auf Zuckerwürfel oder Vergleichbares geträufelt.